# 島根県道309号東仙道津田停車場線
島根県道309号東仙道津田停車場線（しまねけんどう309ごう ひがしせんどうつだていしゃじょうせん）は、島根県益田市を通る一般県道である。

## 概要
益田市美都町仙道からJR西日本山陰本線 石見津田駅に至る。
路線名の東仙道とは1954年（昭和29年）まで存在した美濃郡の村である。

### 路線データ
- 起点：益田市美都町仙道（国道191号交点）
- 終点：益田市津田町（JR西日本山陰本線 石見津田駅前）

## 歴史
- 1958年（昭和33年）6月13日 - 島根県告示第525号により認定される。
- 1972年（昭和47年）頃 - 現行の県道番号に変更される。
- 2004年（平成16年）11月1日 - 美濃郡の全2町（匹見町・美都町）が益田市に編入されたことにより起点の地名が変更される（美濃郡美都町仙道→益田市美都町仙道）。

## 路線状況

### 重複区間
- 島根県道171号益田種三隅線（益田市大草町）

## 地理

### 通過する自治体
- 島根県
  - 益田市

### 交差する道路
| 交差する道路                           | 交差する場所 | 交差する場所 |
| -------------------------------------- | ------------ | ------------ |
| 国道191号                              | 美都町仙道   | 起点         |
| 島根県道171号益田種三隅線 重複区間起点 | 大草町       |              |
| 島根県道171号益田種三隅線 重複区間終点 | 大草町       |              |
| 国道9号                                | 津田町       |              |

### 交差する鉄道
- 山陰本線

### 沿線
- 東仙道郵便局
- 益田市立東仙道小学校
- 益田市立東陽中学校
- JR西日本山陰本線 石見津田駅